# FastCopy
FastCopy es un software informático de copia de archivos y directorios para Microsoft Windows. En sus inicios fue de código abierto, bajo licencia GPLv3, pero se anunció que versiones posteriores del software gratuito no compartirían el código fuente "debido a varias circunstancias".
Funciona en versiones de 32 y 64 bits, y está disponible para Windows 7 y posteriores, así como para Windows Server 2012 en adelante. El tamaño total de los archivos de la versión 3.92 para sistemas de 32 bits es menor de 1MB. 
Puede usarse como aplicación portable y puede ser integrado a la Windows Shell.
En un test realizado en el año 2008 por lifehacker, Fastcopy resultó ser más rápido que su mayor competidor Teracopy, un programa con funcionalidad similar. Ambos programas han sido actualizados regularmente desde entonces.
En sistemas operativos anteriores a Windows 10 v1607, los programas que usan la API Win32, como el Explorador de windows, no permiten más de 260 caracteres UTF-16; las versiones posteriores de Windows lo permiten mediante cambios en el registro o en las políticas de usuario. Dado que FastCopy no utiliza la API de Microsoft, permite nombres de archivo que superen los 260 caracteres.
En 2015, FastCopyV2.11 (BSD Licencia) fue incluido en el sistema operativo MacOS. Está disponible en la App Store como "RapidCopy". 
En 2016 se lanzó en GitHub la versión para sistemas operativos con núcleo Linux.

## Recepción
Bogdan Popa, quién revisó FastCopy 3.92 en Softpedia, dijo que FastCopy es "Un gestor de archivos eficaz y fiable" y le otorgó 4.5 de 5 estrellas. Además, 419 usuarios le dieron una media de 4.2 de 5 estrellas.
En diciembre de 2015, FastCopy recibió un galardón en los Windows Forest Awards.

## Versiones
- macOS: RapidCopy[6]
- Linux: RapidCopy para Linux[7]

## Capturas de pantalla

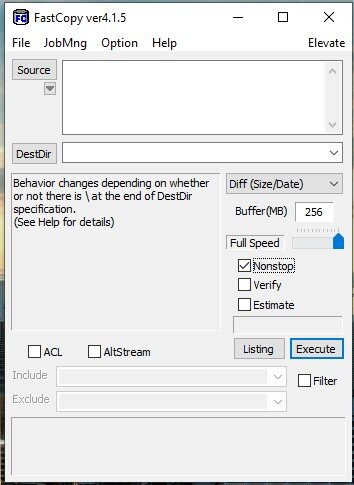
FastCopy 4.1.5 ejecutándose en Windows 10
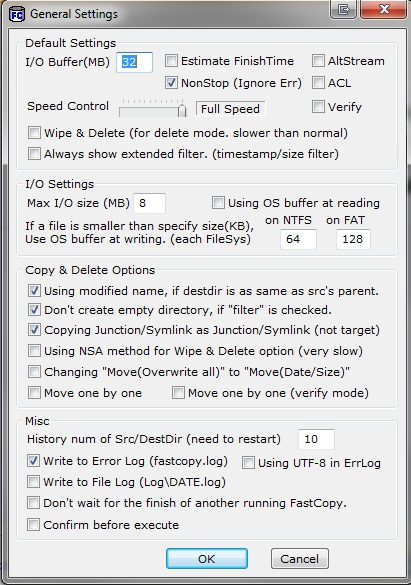
Ventana de preferencias de FastCopy